# Dirk Waanders
Dirk Waanders (* 1965 in Köln) ist ein deutscher Schauspieler.

## Leben
Dirk Waanders wuchs in Köln auf.
Er absolvierte seine Schauspielausbildung an der Hochschule für Musik und Theater Hamburg. Als Bühnendarsteller wirkte er in zahlreichen Theaterstücken mit, wie beispielsweise in Hamlet, Othello oder Ein Sommernachtstraum von William Shakespeare. Er hatte Engagements am Deutschen Theater Göttingen, Volkstheater Rostock, Staatstheater Mainz, Komödie Düsseldorf, Theater Trier oder an der Comödie Dresden.
Seit 1999 wirkte er in unregelmäßigen Abständen als Schauspieler vor der Kamera in mehreren Film-und-Fernsehproduktionen mit.
Dirk Waanders lebt in Stuttgart.

## Filmografie (Auswahl)
- 1999: Ein Fall für zwei (Fernsehserie, 1 Folge)
- 1999: Die Kommissarin (Fernsehserie, 1 Folge)
- 2001: Die Wache (Fernsehserie, 1 Folge)
- 2002: Verbotene Liebe (Fernsehserie, 6 Folgen)
- 2008: Meine fremde Tochter
- 2010: Lindenstraße (Fernsehserie, 1 Folge)
- 2021: Schattenstunde
- 2023: Sturm der Liebe (Fernsehserie, 2 Folgen)
- 2023: Die Rosenheim-Cops (Fernsehserie, 1 Folge)

## Hörspiele (Auswahl)
- 1990: Olov Svedelid: Betonrosen und Feuerlilien (Kacka) – Regie: Ursula Langrock (Hörspielbearbeitung, Kinderhörspiel, Kriminalhörspiel – RB/NDR)

Quelle: ARD-Hörspieldatenbank